# NGC 5090A
NGC 5090A је лентикуларна галаксија у сазвежђу Кентаур која се налази на NGC листи објеката дубоког неба.
Деклинација објекта је - 43° 38' 59" а ректасцензија 13h 19m 20,8s. Привидна величина (магнитуда) објекта NGC 5090 износи 13,0 а фотографска магнитуда 14,0. NGC 5090A је још познат и под ознакама ESO 269-84, AM 1316-432, DCL 555, PGC 46442.